# Peter Lely
Sir Peter Lely (* 14. září 1618, Soest – † 30. listopad 1680, Londýn) byl nizozemský malíř činný v Anglii.

## Biografie
V roce 1637 se stal žákem Pietra de Grebbera v Haarlemu, kde se zásluhou svého učitele stal členem cechu malířů sv. Lukáše.
V roce 1643 Lely odešel do Anglie a v roce 1647 do Londýna. V krátkém čase se stal známým, protože jeho styl malby se velmi podobal Anthonisu van Dyckovi, který krátce předtím zemřel. Stal se také čestným členem starobylé společnosti Worshipful Company of Painter-Stainers.
Časem se stal, společně s Wiliamem Dobsonem, vedoucím portrétistou anglické revoluce. Roku 1651 realizoval nástěnné malby ve Whitehallu.
V roce 1661 jej král Karel II. jmenoval oficiálním dvorním malířem. O rok později, 1662, získal Lely britské občanství. Od počátku do zhruba poloviny 60. let vytvořil na královu objednávku sérii portrétů nejkrásnějších dvorních dam, známou pod názvem The Windsor Beauties. Téměř současně vznikla série portrétů admirálů  The Flagmen.
1680 byl osobně králem Karlem II. povýšen do rytířského stavu.
Krátce poté zemřel u svého stojanu v Covent Garden, při práci na portrétu vévodkyně Somerset, a byl pochován v kostele sv. Pavla v Covent Garden.
Lely sehrál významnou roli při zavádění mezzotinta do Británie, když si uvědomil jeho možnosti pro šíření svých děl. Na jeho podnět přišli nizozemští grafici do Británie kopírovat jeho práci, čímž položili základy anglického mezzotinta.
Z jeho mnoha žáků je nejznámější Nicolas de Largillière.